# Ларшам (Орн)
Ларша́м (фр. Larchamp) — колишній муніципалітет у Франції, у регіоні Нормандія, департамент Орн. Населення — 322 осіб (2011).
Муніципалітет був розташований на відстані близько 230 км на захід від Парижа, 60 км на південний захід від Кана, 65 км на північний захід від Алансона.

## Історія
До 2015 року муніципалітет перебував у складі регіону Нижня Нормандія. Від 1 січня 2016 року належав до нового об'єднаного регіону Нормандія.
1 січня 2015 року Ларшам, Бошен, Френ, Сен-Корньє-де-Ланд, Сен-Жан-де-Буа, Теншебре i Івранд було об'єднано в новий муніципалітет Теншебре-Бокаж.

## Демографія
Динаміка населення (Insee ):
Розподіл населення за віком та статтю (2006):
| Стать | Всього | До 15 років | 15-24 | 25-44 | 45-64 | 65-85 | Понад 85 |
| --- | ------ | ----------- | ----- | ----- | ----- | ----- | -------- |
| Чоловіки | 132    | 32          | 8     | 44    | 24    | 24    | 0        |
| Жінки | 160    | 32          | 16    | 56    | 32    | 16    | 8        |
| \| Статево-вікова піраміда \| Статево-вікова піраміда \| Статево-вікова піраміда \| \| ----------------------- \| ----------------------- \| ----------------------- \| \| Чоловіки \| Вік \| Жінки \| \| 0 \| 85 + \| 8 \| \| 4 \| 80-84 \| 4 \| \| 4 \| 75-79 \| 4 \| \| 0 \| 70-74 \| 8 \| \| 16 \| 65-69 \| 0 \| \| 0 \| 60-64 \| 12 \| \| 4 \| 55-59 \| 8 \| \| 12 \| 50-54 \| 8 \| \| 8 \| 45-49 \| 4 \| \| 8 \| 40-44 \| 24 \| \| 8 \| 35-39 \| 12 \| \| 24 \| 30-34 \| 12 \| \| 4 \| 25-29 \| 8 \| \| 0 \| 20-24 \| 4 \| \| 8 \| 15-20 \| 12 \| \| 4 \| 10-14 \| 8 \| \| 8 \| 5-9 \| 4 \| \| 20 \| 0-4 \| 20 \| |        |             |       |       |       |       |          |
| Статево-вікова піраміда |        |             |       |       |       |       |          |
| Чоловіки | Вік    | Жінки       |       |       |       |       |          |
| 0 | 85 +   | 8           |       |       |       |       |          |
| 4 | 80-84  | 4           |       |       |       |       |          |
| 4 | 75-79  | 4           |       |       |       |       |          |
| 0 | 70-74  | 8           |       |       |       |       |          |
| 16 | 65-69  | 0           |       |       |       |       |          |
| 0 | 60-64  | 12          |       |       |       |       |          |
| 4 | 55-59  | 8           |       |       |       |       |          |
| 12 | 50-54  | 8           |       |       |       |       |          |
| 8 | 45-49  | 4           |       |       |       |       |          |
| 8 | 40-44  | 24          |       |       |       |       |          |
| 8 | 35-39  | 12          |       |       |       |       |          |
| 24 | 30-34  | 12          |       |       |       |       |          |
| 4 | 25-29  | 8           |       |       |       |       |          |
| 0 | 20-24  | 4           |       |       |       |       |          |
| 8 | 15-20  | 12          |       |       |       |       |          |
| 4 | 10-14  | 8           |       |       |       |       |          |
| 8 | 5-9    | 4           |       |       |       |       |          |
| 20 | 0-4    | 20          |       |       |       |       |          |

## Економіка
2010 року серед 199 осіб працездатного віку (15—64 років) 152 були активними, 47 — неактивними (показник активності 76,4%, у 1999 році було 75,1%). З 152 активних мешканців працювало 140 осіб (76 чоловіків та 64 жінки), безробітними було 12 (6 чоловіків та 6 жінок). Серед 47 неактивних 13 осіб було учнями чи студентами, 28 — пенсіонерами, 6 були неактивними з інших причин.

У 2010 році в муніципалітеті числилось 122 оподатковані домогосподарства, у яких проживали 312,0 особи, медіана доходів виносила 18 039 євро на одного особоспоживача